# Uwe Alzen
Uwe Alzen, född den 18 augusti 1967 i Kirchen, Tyskland, är en tysk racerförare.

## Racingkarriär
Alzen inledde vann tyska Porsche Carrera Cup 1992, och följde upp det genom att bli tvåa i Porsche Supercup 1993, och genom att vinna serien 1994. Efter det blev det några års uppehåll från de stora sammanhangen, innan han körde FIA GT i slutet av 1990-talet. 2000 körde Azlen DTM för Opel, och blev där sexa, vilket ledde till ett kontrakt med Mercedes fabriksteam AMG för 2001. Han slutade på andra plats bakom stallkamraten Bernd Schneider första året, men bara sexa andra året, och han fick lämna teamet. Efter det har han med jämna mellanrum kört Porsche Supercup, och han blev dessutom mästare i tyska Carrera-cupen 2007. Senast körde han i speedcarserien, där han slutade trea 2008.